# Jolodni Rodnik
Jolodni Rodnik (del ruso: Холодный Родник) es un posiólok del raión de Tuapsé del krai de Krasnodar, en el sur de Rusia. Está situado en las estribaciones meridionales del extremo oeste del Cáucaso Occidental, en la orilla izquierda del río Tuapsé, 5 km al nordeste de Tuapsé y 102 km al sur de Krasnodar, la capital del krai. Tenía 92 habitantes en 2010.
Pertenece al municipio Veliaminovskoye.